# Трейсі Бонд
Тереза (Трейсі) Бонд (англ. Teresa "Tracy" Bond), дошлюбне прізвище — Драко (англ. Draco), відома як графиня Тереза ді Віченцо (англ. Contessa Teresa di Vicenzo) — вигаданий персонаж шостого фільму бондіани «На секретній службі Її Величності», образ якого втілила акторка Діана Рігг. Персонаж уперше з'явився в 1963 році в однойменному романі Яна Флемінга і примітний тим, що це єдиний випадок, коли дівчина Бонда офіційно одружилась із агентом 007.